# Psychoterapeuta
Psychoterapeuta – osoba posiadająca odpowiednie umiejętności, wykształcenie, a w niektórych krajach także uprawnienia do prowadzenia psychoterapii.
W Polsce obecnie zawód psychoterapeuty nie jest zawodem regulowanym. Ustawa o zawodzie psychologa nie jest równoznaczna z regulacją zawodu psychoterapeuty. Oznacza to, że nie ma uregulowanej sytuacji prawnej dotyczącej wymagań, które musi spełniać osoba nazywająca siebie psychoterapeutą. Podjęto próby uchwalenia ustawy o zawodzie psychoterapeuty, niemniej ostatecznie prace nad nią zarzucono. W przygotowaniu jest rozporządzenie mające uregulować specjalizację w zakresie psychoterapii. Proponowane rozwiązania są wzorowane na istniejących przepisach dotyczących specjalizacji w zakresie psychoterapii dzieci i młodzieży czy specjalizacji w zakresie psychoterapii uzależnień. Projekt rozporządzenia jest szeroko krytykowany przez środowisko psychoterapeutów w Polsce i reprezentujące ich organizacje, które postulują uchwalenie ustawy o zawodzie psychoterapeuty.
W drugiej połowie 2023 roku nastąpił przełom i w polskim ustawodawstwie pojawiły się prawne regulacje świadczenia usług psychoterapeutycznych. Prezydent Andrzej Duda podpisał w dniu 1 września 2023 r. ustawę o niektórych zawodach medycznych, datowaną na dzień 17 sierpnia 2023 r., w której znalazły się zapisy regulujące zasady wykonywania zawodu psychoterapeuty. Ustawa wchodzi w życie z dniem 1 stycznia 2024 r. i sankcjonuje oddziaływania psychoterapeutyczne mające zastosowanie w leczeniu zaburzeń zdrowia, prowadzonego metodami o udowodnionej naukowo skuteczności, w szczególności metodami: terapii humanistyczno-doświadczeniowej, integracyjnej, poznawczo-behawioralnej, psychoanalitycznej, psychodynamicznej lub systemowej.
Wykonywanie zawodu psychoterapeuty za granicą odbywa się według zasad obowiązujących w danym kraju. Obecnie zawód psychoterapeuty jest regulowany w 21 państwach członkowski Unii Europejskiej.
Obecnie leczenie psychoterapeutyczne jest finansowane przez NFZ w formie leczenie stacjonarnego lub ambulatoryjnego, zarówno indywidualnego, jak i grupowego. Ze względu na brak uchwalonej ustawy powstały pozaustawowe kryteria, które musi spełniać osoba, by mogła zajmować się psychoterapią – jest to minimum ukończenie 2 lat szkolenia psychoterapeutycznego oraz praca pod superwizją osoby posiadającej certyfikat superwizora psychoterapii.